# کوتاهی (ترانه سونداست)
«کوتاهی» نام دومین تک‌آهنگ آلبوم پس از آن اثر گروه هوی متال سونداست است. این ترانه در اوایل سال ۲۰۰۶ با برچسب وایندارک رکوردز منتشر شد. ترانه کوتاهی را لجون ویترسپون و مورگان روس نوشته‌اند.

## پدید آورندگان
- لجون ویترسپون: آواز
- جان کانولی: لید گیتار
- سانی مایو: ریتم گیتار
- وینز هورنزبی: گیتار بیس
- مورگان روس: درامز